# قبل أن أنام (فلم)
قبل أن أنام (بالإنجليزية: Before I Go to Sleep) فيلم درامي الغامض تم إصداره عام 2014 من تأليف و إخراج روان جوفي و بطولة نيكول كيدمان ، مارك سترونج

## ملخص قصة
تستيقظ كريستين لوكاس البالغة من العمر أربعين عامًا في السرير مع رجل لا تعرفه ، في منزل غير مألوف. يشرح الرجل لها أنه زوجها بن ، وأنها أصيبت بتلف في الدماغ من حادث سيارة قبل عشر سنوات.

## روابط خارجية
مقالات تستعمل روابط فنية بلا صلة مع ويكي بيانات